# Bruce McKenzie

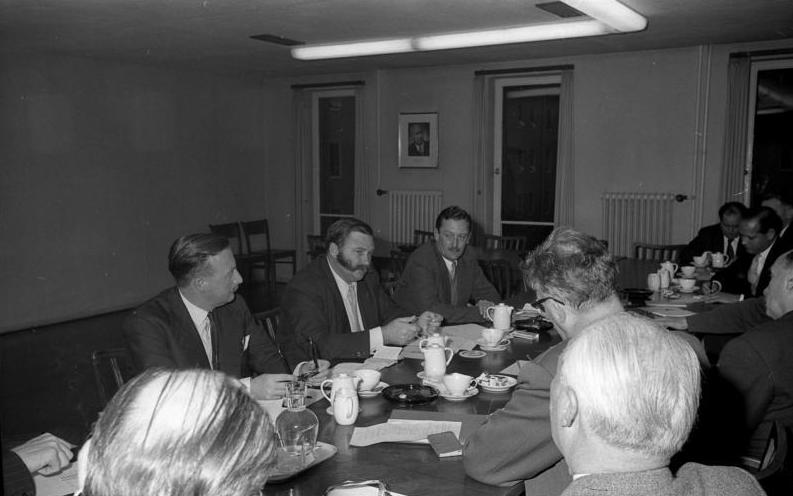
Bruce McKenzie (2.v.l.) bei einem Empfang von Ministerialdirigent Reinhardt (BMWi, 1960)

Bruce McKenzie (* Januar 1919 in Richmond, Provinz Natal; † 24. Mai 1978) war ein Kap-britisch-kenianischer Landwirtschaftsminister in Kenia.
McKenzie absolvierte das Hilton College in Natel und trat 1939 der South African Air Force bei.
1946 emigrierte er nach Kenia und wurde Farmer im Nakuru County. 1957 wurde er in den Legislativrat von Kenia erwählt und 1959 zum Landwirtschaftsminister ernannt. Die Briten hatten im Vorjahr, im Zusammenhang mit der Übertragung der White Highlands an Afrika, darauf gedrängt. 1963 wurde er auch Specially Elected Member im House of Representatives. Er wurde Berater von Jomo Kenyatta. 1970 zog er sich aus der Politik zurück.
Nach seiner ersten Ehe (1946–1964), aus der er drei Kinder hatte, heiratete er 1967 Alice Christina Bridgeman, eine Tochter von Henry Bridgeman (1882–1972), mit der er zwei Söhne hatte.
Zu seinem Grundbesitz erlangte er eine stattliche Anzahl Industriebeteiligungen und Vorstandsjobs. Dazu gehörten Anteile der "Air Kenya", des Automobil-Konzerns "Cooper Motors" und eine Kette von Rinderfarmen im Rift Valley.
Er soll möglicherweise gute Kontakte zum MI6 und Mossad gehabt haben und wurde vielfach als Spion für verschiedene Nationen bezeichnet. Seine Leute waren im Januar 1976 in Nairobi an der Gefangennahme von drei Palästinensern und zwei Deutschen, denen die Planung eines Terroranschlags auf eine Maschine der El Al vorgeworfen wurde, sowie ihrer Verschleppung nach Israel beteiligt. Zur Vorbereitung der Operation Entebbe (Juni/Juli 1976) stellte er sein Privatflugzeug für Luftbildaufnahmen zur Verfügung. Danach, beim Rückflug, ermöglichte er auch den Tankstopp in Nairobi.
Er unternahm häufig Geschäftsreisen, unter anderem nach Uganda. Am 24. Mai 1978, beim Rückflug von Uganda, zusammen mit Keith Savage, Gavin Whitelaw und Paul Lennox (Pilot) explodierte seine Piper-Aztec über den Ngong-Bergen, etwa eine Viertelstunde vor der geplanten Landung am Wilson Airport.
Der Korrespondent Okello in Uganda behauptete, dass die Explosion von Idi Amin und Bob Astles geplant worden sei, und dass ein Geschenk eine Zeitbombe gewesen sei. In dem Zusammenhang wird auch Frank Terpil genannt. Dagegen wird eingewandt, dass Idi Amin, auch wenn er über seine zerstörten MIGs erbost sein mag, schon früher Gelegenheit zu einem Attentat auf McKenzie gehabt hätte. Der Spiegel glaubt unter Berufung auf Eingeweihte in Nairobi zu wissen, dass McKenzie versucht haben soll, sich in das Geschäft mit Schmuggelkaffee aus Uganda zu drängen, was der Kenyatta-Clan sich reserviert hatte.